# Tobias trituberculatus
Tobias trituberculatus är en spindelart som först beskrevs av Władysław Taczanowski 1872.  Tobias trituberculatus ingår i släktet Tobias och familjen krabbspindlar. Inga underarter finns listade i Catalogue of Life.